# Ryan Simpkins
Ryan Elise Simpkins, född den 25 mars 1998 på Manhattan i New York, är en amerikansk skådespelare.
Simpkins har bland annat medverkat i skräckfilmserien Fear Street, där hon varit med i såväl del 1, 2 som 3. Hon har även medverkat i TV-serien Wayward Guide från 2020. 2024 spelade hon en av huvudrollerna i The Exorcism.
Simpkins identifierar sig själv som icke-binär och med tilltalet "hon" eller "hen".

## Filmografi (i urval)
- 2008: Gardens of the Night
- 2008: Surveillance
- 2008: Pride and Glory
- 2008: Revolutionary Road
- 2009: En enda man
- 2012: Arcadia
- 2017: Brigsby Bear
- 2020: Wayward Guide
- 2021: Fear Street Part One: 1994
- 2021: Fear Street Part Two: 1978
- 2021: Fear Street Part Three: 1666
- 2024: The Exorcism